# Incasel Jumbo
O  Incasel Jumbo foi uma série de carrocerias de ônibus rodoviários, apropriados para médias e longas distâncias, fabricada pela extinta empresa brasileira Incasel. Posteriormente foi produzida pela Comil por um curto período de tempo.

## História
O Jumbo foi produzido desde o lançamento em 1972 em substituição ao modelo Continental. O Jumbo não teve mudanças significativas em seu design, a única foi a adoção de janelas de divisórias retas verticais no final de 1979 no lugar das até então divisórias inclinadas, além da razão social, que foi de Incasel para Comil nos anos 80. 
Em 1981, ano de recessão econômica, praticamente manteve o total do ano anterior. O Jumbo, durante o início dos anos oitenta, conquistou importantes clientes no segmento rodoviário sendo um deles inclusive a Eucatur, que opera as mais longas rotas existentes em território nacional, ligando o Sul ao extremo Norte do país. A partir daí, desentendimentos societários trouxeram problemas para a empresa, deteriorando a situação financeira e levando a demissões e à redução paulatina da produção. 
A partir de 1984 foi incapaz de saudar as dívidas acumuladas. No final daquele ano a Incasel teve a falência decretada e em outubro do ano seguinte seus bens foram levados a leilão e arrematados pela Comil Silos, empresa fabricante de silos e equipamentos agrícolas de Cascavel (PR), que em menos de três meses retomou a produção. A partir daí, sob nova razão social (Indústria de Carrocerias Erechim) recolocou em linha os mesmos cinco modelos da Incasel (os urbanos Cisne e Minuano e os rodoviários Continental, Delta e Columbia) além do próprio Jumbo, que ficaria mais dois anos aproximadamente em produção até ser retirado definitivamente de linha, em meados de 1986.

## Modelos fabricados
Foi fabricado principalmente sobre os chassis Mercedes-Benz, Scania e Volvo. Eram disponíveis nos modelos com motores traseiro, dianteiro, central e avançado, sempre com comprimento de no máximo 13,5 metros. O modelo teve poucas reformulações ao longo de quatorze anos de existência:
- Incasel Jumbo (1972-1984)
- Comil Jumbo (1985-1986)